# البا، پیدمانت
البا، پیدمانت (به ایتالیایی: Alba, Piedmont) یک سکونتگاه مسکونی در ایتالیا است که در استان کونیو واقع شده‌است.

## خصوصیات
البا ۵۴ کیلومترمربع مساحت و ۳۱٬۳۴۱ نفر جمعیت دارد و ۱۷۲ متر بالاتر از سطح دریا واقع شده‌است.

## خواهرخوانده
شهر آرلن (بلژیک) خواهرخواندهٔ البا، پیدمانت هست.